# Emma Wilson
Emma Wilson (n. 7 aprilie 1999, Nottingham, Anglia, Regatul Unit) este o sportivă ce a reprezentat Regatul Unit al Marii Britanii și al Irlandei de Nord, medaliată olimpică. A participat la o ediție a Jocurilor Olimpice (2020) în care a câștigat o medalie de bronz.

## Participări
Lista de mai jos prezintă principalele competiții la care a participat Emma Wilson de-a lungul carierei.
- Navigație la Jocurile Olimpice de vară din 2020 – RS:X feminin[1]